# Koeleria mixta
Koeleria mixta är en gräsart som beskrevs av Karel Domin. Koeleria mixta ingår i släktet tofsäxingar, och familjen gräs. Inga underarter finns listade i Catalogue of Life.